# Pescosolido
Pescosolido est une commune italienne de la province de Frosinone dans la région Latium en Italie.

## Administration
| Période                                  | Période | Identité                 | Étiquette             | Qualité                                                                                               |
| ---------------------------------------- | ------- | ------------------------ | --------------------- | --- |
| 2019                                     | 2029    | Donato Enrico Bellisario | UNITI PER PESCOSOLIDO | Employés des administrations, organismes et institutions publics avec qualifications non managériales |
| Les données manquantes sont à compléter. |         |                          |                       | |

### Hameaux
Forcella

### Communes limitrophes
Balsorano, Campoli Appennino, Sora, Villavallelonga